# Danilo Švara
Dr. Danilo Švara, slovenski skladatelj in dirigent, * 2. april 1902, Ricmanje pri Trstu, † 25. april 1981, Ljubljana.

## Življenje
Rodil se je očetu gostilničarju Antonu in materi Frančiški (roj. Gulič).
Osnovno šolo je obiskoval v letih 1908–12 v rojstnem kraju. Gimnazijo je obiskoval v Pazinu, kjer je bil njegov profesor tudi Saša Šantel, v Kranju in v Gorici. Med leti 1917–20 se je šolal v Ljubljani (klavir in teoretiske glasbene predmete). Nato je v letih 1920–22 na zahtevo staršev študiral na Visoki šoli za svetovno trgovino na Dunaju. Ob tem je privatno študiral klavir pri Antonu Trostu. V letih 1922–25 je nadaljeval študij na fakulteti za državoznanstvo v Frankfurtu ob Majni, kjer je pri 23 letih tudi doktoriral iz državnih političnih ved. Privatno je tu študiral dirigiranje pri prof. Herm. Scherchen, klavir (prof. Fritz Malata) ter harmonijo in kontrapunkt (Herm. Caesar). Jeseni 1925 je prišel v Ljubljano, kjer je bil med leti 1925–27 dirigent in korepetitor v Operi. V letih 1927–30 je v Frankfurtu na Dr. Hoch’s Conservatorium nadaljeval študiij kompozicije (prof. Bernh. Szekles), koncertno (Herm. von Schmeidel) in operno dirigiranje (L. Rottenberg) ter operno režijo (H. Wallenstein). 
Bil je direktor ljubljanske Opere, profesor na Akademiji za glasbo v Ljubljani in predsednik Zveze skladateljev Jugoslavije 

### Družina
Njegov sin je dirigent Igor Švara, hči Danila Švara je bila solistka ljubljanskega baleta.

## Delo
Med Švarova pomembnejša dela štejemo opere (med katerimi sta najbolj znani Veronika Deseniška in Slovo od mladosti) in simfonično glasbo. Danilo Švara je priredil tudi veliko število slovenskih ljudskih pesmi in pisal tudi filmsko glasbo.

### Opere
- Kleopatra (1940)
- Veronika Deseniška (1946)
- Slovo od mladosti (Prešeren)  (1954)
- Ocean (1969)
- Štirje junaki (1974)

### Simfonije
- Simfonija št. 1
- Simfonija št. 2
- Simfonija št. 3
- Simfonija št. 4

### Baleti
- Nina